# اندیس درویشان۲
درویشان۲ یک اندیس فلزی است که در حوالی شهر درود استان لرستان قرار دارد و مادهٔ معدنی موجود در آن، مس است.  